# 東新駅
東新駅（トンシンえき、朝鮮語: 동신역）は朝鮮民主主義人民共和国慈江道東新郡にある駅で、満浦線に属する。 

## 隣の駅
満浦線
草上駅 - 東新駅 - 价古青年駅